# Písia
Písia, en grec moderne : Πίσια, est un village du dème de Loutráki-Ágii Theódori, district régional de Corinthie, en Grèce.
Selon le recensement de 2011, la population du village compte 80 habitants.